# Duality
Duality е името на първия сингъл на Слипнот от техния четвърти албум (трети официален и с Roadrunner Records като лейбъл) Vol. 3: (The Subliminal Verses). Името на сингъла идва от песента Duality, която освен в албума може да се открие и в 9.0: Live (лайф албума на бандата). Написана е от вокалиста на групата Кори Тейлър. Песента е предоставена на професионалния кечист Austin Aries като промо при излизане от негова страна на ринга.

## Списък с песните в сингъла
- 1 Duality (radioversion)
- 2 Don't Get Close
- 3 Disasterpiece (live)